# Heraklej pri počitku
Heraklej pri počitku ali Farnezijski Heraklej (italijansko Ercole Farnese) je antični kip Herkula, verjetno povečana kopija, izdelana v zgodnjem 3. stoletju z Glikonovim podpisom, ki je sicer neznan; ime je grško, vendar je morda delal v Rimu. Kot mnogi antični rimski kipi je kopija ali različica veliko starejšega grškega izvirnika, ki je bil dobro znan, v tem primeru Lizipov izvirnik (ali njegovega kroga), ki je bil  izdelan v 4. stoletju pred našim štetjem.   Povečana kopija je bila izdelana za Karakalove terme v Rimu (leta 216 n. št.), kjer je bil kip obnovljen leta 1546  in je zdaj v arheološkem muzeju v Neaplju. Povečan Herkul je ena najbolj znanih skulptur iz antike  in je v evropski domišljiji podoba mitskega junaka.
To je je ogromen marmornat kip, narejen po izgubljenem originalnem v bron ulitem kipu v tehniki izgubljenega voska. Predstavlja mišičastega, a utrujenega Herkula, ki se naslanja na svojo gorjačo, na kateri je koža nemejskega leva. Po mitu je bila njegova prva naloga ubiti leva. Pravkar je opravil eno od zadnjih dvanajstih nalog, z daljnega vzhoda je prinesel čarobna jabolka, ki so jih čuvale Hesperide, in jih ima za hrbtom.
Kip je bil v antiki poznan in med mnogimi drugimi različicami je bil helenistično ali rimsko bronasto pomanjšan, najden v Folignu, danes v muzeju Louvre. Majhna rimska marmorna kopija je v muzeju starodavne agore v Atenah.

## Zgodovina
Ponovno odkrit kip je hitro prešel v zbirko kardinala Alessandra Farneseja, vnuka papeža Pavla III. Alessandro Farnese si je ustvaril eno največjih zbirk klasičnega kiparstva s kipi že iz antike. Imel jo je v svoji sobi v   Farnesejevi palači v Rimu, kjer je bil kip obkrožen s freskami upodobitev junakovih mitskih podvigov, ki jih je ustvarili Annibale Carracci s svojim studiem v 1590-ih. Leta 1787 je bil kip prenesen v Neapelj z večino zbirke in je zdaj v Narodnem arheološkem muzeju.
Skulptura je bila postopoma sestavljena in obnovljena. Po pismu Guglielma della Porte je bila glava najdena ločeno v Trastevereju (del Rima ob Tiberi) in jo je Farnese kupil s posredovanjem Porte, katerega noge za dokončanje kipa so bile izredno dobro narejene. Ko so našli izvirne noge pri izkopavanjih v Karakalovih termah, so bile Portove po Michelangelovem nasvetu ohranjene kot dokaz, da se sodobni kiparji lahko primerjajo z antičnimi. Izvirnih nog iz zbirke rodbine Borghese niso dodali kipu do leta 1787 . Goethe je na svojem italijanskem potovanju opisoval svoje različne vtise, ko je videl Herakleja z različnimi nogami, a je občudoval originalne.
Heraklej je ujet v redkem trenutku, ko počiva. Naslanja se na gorjačo, prekrito s kožo nemejskega leva,  drži zlata jabolka Hesperid, vendar jih skriva za hrbtom v svoji desni roki. Mnoge gravure in lesorezi so razširili slavo Farnezijskega Herakleja. Do leta 1562 je bila najdba že vključena med gravure za Speculum Romanae Magnificentiae (Ogledalo rimske veličastnosti), poznavalci, umetniki in turisti so strmeli v izvirnik, ki je stal na dvorišču Farnesejeve palače, zaščiten pod arkadami. Leta 1590/91 je Hendrik Goltzius med potovanjem v Rim skiciral kip na dvorišču palače. Kasneje (leta 1591) je Goltzius v bravurni glazuri naredil risbo z manj pogostim pogledom od zadaj, poudaril je že tako pretirano mišično obliko z oteklimi in stožčastimi črtami, ki prehajajo skozi konture. Mladi Rubens je naredil hitre skice ploskve in mase kipa. Pred fotografijo je bilo tiskanje edini način, kako sliko razmnožiti.	
Kip je bil od samega začetka občudovan, pridržki o njegovi pretiranosti so se pojavljali šele v poznejšem 18. stoletju. Napoleon je Antoniu Canovi omenil, da je bila največja napaka, ker ga niso uvrstili zbirko, ki jo je pripravil za Pariz. Skulptura je bila večkrat pripravljena za Pariz, dokler ni Napoleon pobegnil iz Neaplja.

## Seznam antičnih kopij
Kipi, podobni antičnim rimskim, in kopije so bili najdeni v rimskih palačah in gimnazijih, druge, grobe kopije, so stale na dvorišču Farnesejeve palače, ena s prikritim (a verjetno starodavnim) napisom "Likip" je stala na dvorišču Pitijeve palače v Firencah od 16. stoletja. Antične kopije kipa so:
- Heraklej, 2. stoletje, rimska kopija, Galerija Uffizi, Firence;
- Utrujeni Heraklej je rimski marmorni kip, ki je bil izkopan leta 1980 v Pergi v Turčiji, zdaj je v muzeju v Antalyi;
- kolosalni kip Herakleja, odkrit v termah Hipo Regius (Anaba), Alžirija;
- Počivajoči Heraklej, Ermitaž, Sankt Peterburg;
- poškodovan poznohelenistični marmorni brezglavi kip, odkrit po brodolomu na Antikiteri leta 1901 v Atenah, Narodni arheološki muzej;
- brezglavi kip v Izmitu v arheološkem in etnografskem muzeju;
- zlomljen kip brez glave, ki je bil leta 1980 najden v gledališču Perga. Uplenjeni zgornji trup je bil prodan Muzeju likovnih umetnosti v Bostonu leta 1981. Zgornji trup je bil leta 2011 vrnjen v Turčijo in je zdaj s preostalim delom v muzeju v Antalyi; [6]
- razkosan trup brez glave, najden v kopališču rimsko-bizantinske vasi v dolini Jezreel;
- zlomljeni brezglavi trup iz Ampfiarajona v Oropu, Atene, Narodni arheološki muzej;
- zlomljen trup brez glave iz 2. ali 3. stoletja je v muzeju Saint-Raymond v  Toulousu;
- kip iz 2. stoletja je v Detroitskem inštitutu za umetnost;
- bronast kip s srebrnimi intarziranimi očmi iz leta 40–70 n. št., Gettyjeva vila.

## Poznejše kopije
Po ponovnem odkritju Farnezijskega Herakeja so se kopije pojavile v vrtovih 16. in 18. stoletja po vsej Evropi. Med gradnjo parka Alameda (1574) v Sevilji, najstarejšem javnem vrtu, ki je bil ohranjen v Evropi, sta bila na vhodu dva stebra iz rimskega templja, dela stavbe, ki sta ohranjena v marmorju, kar je nesporen znak občudovanja rimskega arheološkega najdišča. Na stebra sta bila leta 1574 postavljena dva kipa Diega de Pesquere, Heraklej kot ustanovitelj mesta in Julij Cezar kot restavrator Híspalisa (Sevilje). Prvi je bil kopija Farnezijskega Herakleja, skoraj monumentalne velikosti izvirnika. V gradu Wilhelmshöhe blizu Kassla je kolosalna različica, visoka 8,5 m, ki jo je izdelal Johann Jacob Anthoni, 1713–1717, ki je postal simbol mesta.
André le Notre je postavil pozlačeno različico v naravni velikosti na koncu glavne razgledne točke v graščini Vaux-le-Vicomte. V Versaillesu je kopija Jeana Cornuja, 1684–1686. Na Škotskem je redka kopija v svincu iz prve polovice 18. stoletja, neprimerno nameščena na osrednjem škotskem višavju, s pogledom na nedavno obnovljeni Heraklejev vrt v gradu Blair. Bogati zbiralci so si lahko privoščili eno od številnih bronastih replik, ustvarjenih v velikostih za prikaz na mizi.
Kip je prikazan v filmu Potovanje v Italijo Roberta Rossellinija iz leta 1954 skupaj s Farnezijskim bikom.
Replika, imenovana Heraklej v Itaki, je bila postavljena leta 1989 v kampusu Univerze Cornell v Ithaci v New Yorku. Kip je bil dar kiparja Jasona Seleyja, profesorja likovne umetnosti. Seley je skulpturo naredil leta 1981 iz kromiranih avtomobilskih odbijačev. 